# Ковальов Сергій Адамович
Ковальо́в Сергі́й Ада́мович (рос. Сергей Адамович Ковалёв; 2 березня 1930, Середина-Буда, Сумська область, УРСР — 9 серпня 2021, Москва, Російська Федерація) — радянський дисидент, учасник правозахисного руху в СРСР і пострадянської Росії, російський політичний і громадський діяч; учений-біофізик.

## Життєпис
Народився в сім'ї залізничника. У 1932 році разом з сім'єю переїхав в селище Підлипки (нині місто Корольов) під Москвою.
У 1952 році закінчив біофак Московського державного університету імені Ломоносова за фахом біофізик, а у 1955 — аспірантуру цього факультету. Має понад 60 наукових робіт в галузі нейронних мереж. У 1964 році захистив дисертацію за темою «Електричні властивості міокардіальних волокон серця жаби» і здобув ступінь кандидата біологічних наук. У 1964–1969 роках працював в МДУ завідувачем відділом міжфакультетської лабораторії математичних методів у біології, досліджував електрофізіологію міокардальної тканини.

### Участь у дисидентському русі в СРСР
У 1966 році в Інституті біофізики організував збір підписів під зверненням до Президії Верховної Ради СРСР на захист Андрія Синявського і Юлія Даніеля, які були засуджені за «антирадянську пропаганду». В 1968 році приєднався до руху на захист прав людини в СРСР і незабаром став у цьому русі помітною фігурою. В травні 1969 року, після створення Ініціативної групи захисту прав людини в СРСР — першої в Радянському Союзі відкрито діючої незалежної правозахисної громадської асоціації, Ковальов увійшов до її складу. За участь у дисидентському русі у 1969 році звільнений з лабораторії МДУ. У 1969—1974 роках працював старшим науковим співробітником Московської рибоводно-меліоративної дослідної станції. З початку 1972 року ввійшов у коло видавців «Хроніки поточних подій» (рос. «Хроника текущих событий») — машинописного інформаційного бюлетеня радянських правозахисників (ХТС) і незабаром став її редагувати. З вересня 1974-го член радянської секції «Міжнародної амністії».
28 грудня 1974 року Ковальов був заарештований за звинуваченням в «антирадянській агітації і пропаганді». У грудні 1975 року засуджений до 7 років таборів суворого режиму і 3 років заслання. Термін відбував у Скальнінських (Пермських) таборах.
Брав активну участь в акціях табірного опору. У 1980 році за «порушення режиму» був переведений у Чистопольську тюрму. У 1982–1984 роках відбував заслання на Колимі — в селі Матросово Магаданської області. Після відбуття строку засилання оселився в місті Калініні (нині Твер). До Москви повернувся лише у 1987 році. До 1990 року працював в Інституті проблем передачі інформації АН СРСР. Одночасно брав активну участь у громадському житті: він один із засновників прес-клубу «Гласність» (1987—1989), член відродженої в 1989 році Московської Гельсінської групи. У січні того ж року на 1-му з'їзді товариства «Меморіал» був обраний у його правління. Із середини 1989 року за запрошенням Андрія Сахарова став одним зі співголів проєктної групи з прав людини Міжнародного фонду за виживання і розвиток (згодом — російсько-американська група з прав людини).

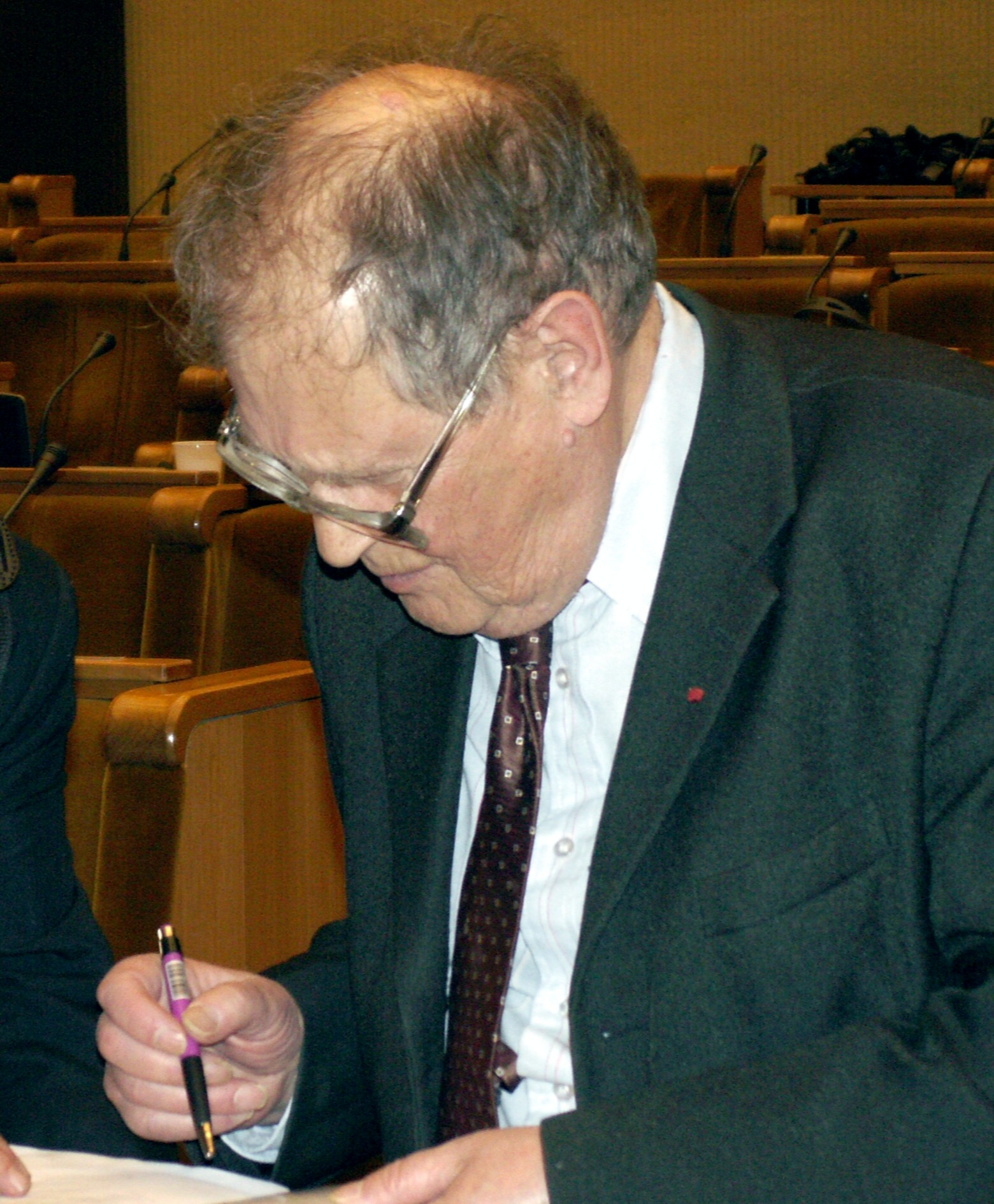
Сергій Ковальов у Державній Думі Росії

У грудні 1989 року за рекомендацією Андрія Сахарова Ковальов висунув свою кандидатуру на З'їзд народних депутатів РРФСР. На виборах у березні 1990 року був обраний народним депутатом РРФСР. З'їзд народних депутатів висунув Ковальова у члени Верховного Ради РРФСР, до Комітету з прав людини ВР РРФСР, затвердив його на посаді Голови цього Комітету. На посаді Голови Комітету з прав людини Верховної Ради РРФСР Ковальов разом зі своїми колегами по Комітету розробив Російську Декларацію прав людини і громадянина (грудень 1990 р.) — рамковий документ, що визначав майбутні конституційні норми Російської Федерації в царині прав людини.

### Політична діяльність у Російській Федерації

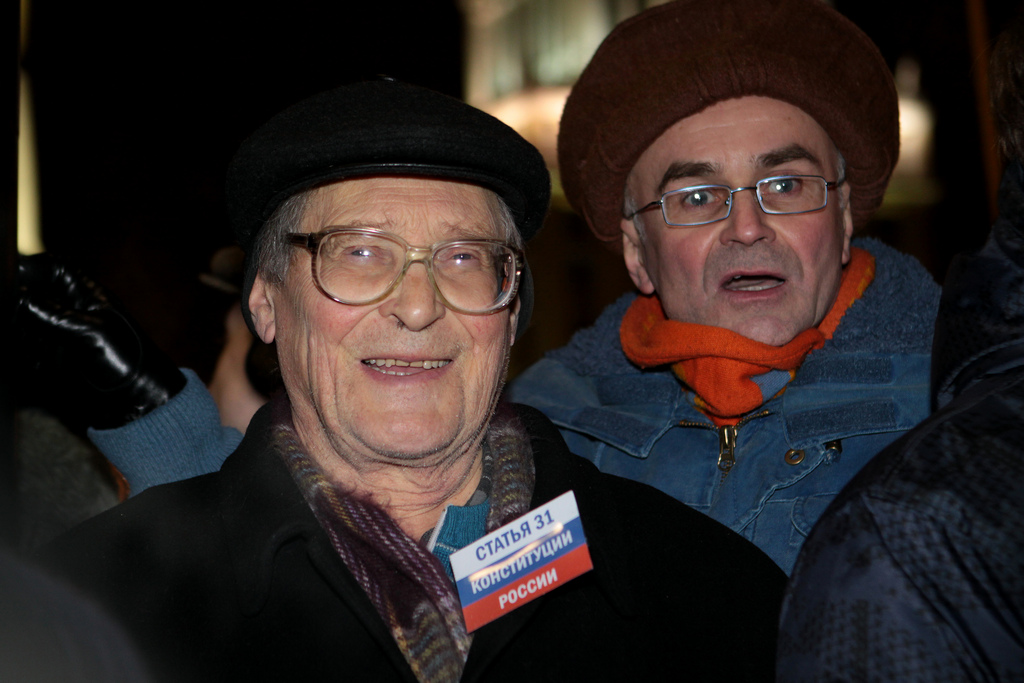
Сергій Ковальов під час акції на захист 31-ї статті конституції Росії

1993–2003 роки — депутат Державної Думи Російської Федерації. В 1993 і 1995 роках обирався по одномандатному округу Москви, в 1999 році — за федеральним списком виборчого блоку «Союз правих сил».
У 1993—1996 роках — голова Комісії з прав людини при Президентові Російської Федерації. У січні 1994 року Держдума обрала Ковальова першим російським Уповноваженим з прав людини. Цю посаду обіймав до березня 1995 року. З початком воєнних дій дій в Чечні різко виступав проти політики Кремля в цьому регіоні, на місці воєнних дій особисто збирав інформацію про те, що відбувається і приклав максимальні зусилля для того, щоб ця інформація набула широкого розголосу, закликав російську громадськість докласти всіх зусиль аби зупинити війну. У червні 1995 року виступав посередником на переговорах між урядом Росії і терористами, які захопили заручників у Будьонівську. У січні 1996 року на знак протесту проти продовження війни склав із себе повноваження Голови комісії з прав людини при Президентоів і вийшов з Президентської ради.
З 1996 до 2003 року — член Парламентської Асамблеї Ради Європи. Був одним із засновників руху «Вибір Росії» і партії «Демократичний вибір Росії» (ДСР).

### Правозахисна діяльність
Сергій Адамович Ковальов — один з авторів Російської Декларації прав людини і громадянина (січень 1991) і розділу Конституції Росії — «Права і свободи людини і громадянина» (1993).
Сергій Ковальов — співголова російського історико-просвітницького та правозахисного товариства «Меморіал», президент організації «Інститут прав людини» (з грудня 1996).
10 серпня 2008 року С. Ковальов засудив позицію російського керівництва в грузино-південноосетинському конфлікті, а у березні 2010 року підписав звернення російської опозиції «Путін має піти».
Жив з дружиною в Москві. Діти Ковальова (син від першого шлюбу і дві дочки) проживають у США.

## Нагороди
- 1992 — Литовська «Медаль Пам'яті 13 січня»;
- 1993 — Почесний доктор медицини Каунаській Академії медико-біологічних наук;
- 1994 — Премія «Homo homimi» чеського гуманітарного фонду «Людина в біді»;
- 1995 — Нюрнберзька премія з прав людини;
- 1995 — Премія Ради Європи (спільно з Раулем Валленбергом);
- 1995 — Премія австрійського фонду імені Бруно Крайського;
- 1995 і 1996 — номінувався на здобуття Нобелівської премії миру;
- 1996 — Премія Міжнародної Ліги з прав людини ООН (організації Freedom House);
- 1996 — Премія свободи імені Андрія Сахарова Норвезького Гельсінського комітету;
- 1996 — Почесна докторська ступінь у галузі прав людини Ессекского університету (Ессекс, Велика Британія);
- 1996 — Нагорода американського Національного фондуна підтримку демократії (спільно з Оленою Боннер);
- 1996 — Премія «Золотий параграф» польського журналу «Право і Жичє»;
- 1996 — орден «Лицар честі» Чеченської Республіки Ічкерія (відмовився від вручення до кінця чеченської війни, вручений у січні 1997);
- 1999 — Великий командорський хрест ордена Великого князя Литовського Гядімінаса (Литва);
- 2000 — Премія данського товариства Кеннеді;
- 2004 — Премія Улофа Пальме;
- 2006 — Офіцер ордена Почесного легіону (Франція);
- 2009 — Премія Європейського Парламенту «За свободу думки» імені Андрія Сахарова;
- 2010 — Великий Хрест ордену Заслуг перед Республікою Польща (Польща);
- 2011 — «Премія свободи» (Литва).